# La Grange (Texas)
Pour les articles homonymes, voir Lagrange.
La ville de La Grange (en anglais [lə ˈɡreɪndʒ]) est le siège du comté de Fayette, dans l’État du Texas, aux États-Unis. Sa population s’élevait à 4 641 habitants lors du recensement de 2010, estimée à 4 680 habitants en 2017.

## Démographie
| Groupe            | La Grange | Texas | États-Unis |
| ----------------- | --------- | ----- | ---------- |
| Blancs            | 73,5      | 70,4  | 72,4       |
| Autres            | 12,9      | 10,6  | 6,4        |
| Afro-Américains   | 9,5       | 11,9  | 12,6       |
| Métis             | 2,3       | 2,7   | 2,9        |
| Amérindiens       | 1,2       | 0,7   | 0,9        |
| Asiatiques        | 0,5       | 3,8   | 4,8        |
| Total             | 100       | 100   | 100        |
|                   |           |       |            |
| Latino-Américains | 31,1      | 37,6  | 16,7       |

Selon l'American Community Survey, pour la période 2011-2015, 68,06 % de la population âgée de plus de 5 ans déclare parler l'anglais à la maison, 29,0 % l'espagnol, 1,24 % le tchèque, 1,10 % l'allemand et 0,61 % l'arabe.

## Jumelages
- Frenštát pod Radhoštěm (Tchéquie)
- Olfen (Allemagne)

## Culture populaire
- ZZ Top a attiré l'attention internationale sur La Grange avec sa chanson rock La Grange (1973), qui fait référence au bordel appelé Chicken Ranch, « cette cabane en dehors de La Grange »[4],[5].
- Le Chicken Ranch a également inspiré la comédie musicale de 1979 The Best Little Whorehouse in Texas, ainsi que le film de 1982 fondé sur cette comédie musicale. La comédie traduite en français est La Cage aux poules.
- Le chanteur Charlie Robison (en) mentionne La Grange dans sa chanson My Hometown.